# (38524) 1999 TS287
1999 TS287 (asteroide 38524) é um asteroide da cintura principal. Possui uma excentricidade de 0.11891960 e uma inclinação de 3.14358º.
Este asteroide foi descoberto no dia 10 de outubro de 1999 por LINEAR em Socorro.